# Heavy Rotation Tour
L'Heavy Rotation Tour è il secondo tour della cantante statunitense Anastacia, in supporto del suo quarto album in studio Heavy Rotation, che è stato pubblicato nel 2008. Il tour è stato confermato tramite il sito ufficiale della cantante il 27 febbraio 2009. Il 22 maggio 2009 ha annunciato sul suo blog ufficiale che la madre apparirà con lei sul palco durante gli spettacoli in Italia, Graz, Praga e Gerona. Il Tour riuscì a vendere oltre 250.000 biglietti per 35 date.

## Scaletta
Giugno - Agosto
Atto 1
1. Sequenza video
2. "One Day in Your Life"
3. "I Can Feel You"
4. "Wishing Well"
5. "Same Song"
6. "I Thought I Told You That"
7. "You'll Never Be Alone"
8. "Defeated"
9. "Cowboys & Kisses"
10. "Why'd You Lie to Me"
11. "In Your Eyes" 1
12. "You'll Be Fine" 2

Atto 2
1. "Paid My Dues" (Con video introduzione)
2. "Pieces of a Dream"
3. "Sick and Tired"
4. "I Belong to You (Il ritmo della passione)"
5. "Not That Kind"
6. "Beautiful Messed Up World" (Con video introduzione) 3

Atto 3
1. "Heavy Rotation"
2. "I'm Outta Love"
3. "Left Outside Alone" (Versione Remix)

1 Durante le date in Italia, Graz, Praga e Girona, ha eseguito questa canzone con sua madre Diane Hurley, che poi ha cantato da sola l'Ave Maria di Schubert.

2 Non eseguita in date selezionate

3 Eseguita dal vivo in date selezionate
Settembre
Atto 1
1. Sequenza video
2. "The Way I See It" (Con video introduzione)
3. "One Day in Your Life"
4. "Same Song"
5. "I Thought I Told You That"
6. "You'll Never Be Alone"
7. "Defeated"
8. "Cowboys & Kisses"
9. "Why'd You Lie to Me"
10. "In Your Eyes"

Atto 2
1. "Paid My Dues" (Con video introduzione)
2. "Pieces of a Dream"
3. "Sick and Tired"
4. "I Belong to You (Il ritmo della passione)"
5. "Not That Kind"

Atto 3
1. "Heavy Rotation"
2. "I'm Outta Love"
3. "Left Outside Alone" (Versione Remix)

## Date
| Heavy Rotation Tour (2009) |                   |                 |                                                |
| 4 giugno 2009              | San Pietroburgo   | Russia          | Palace Square                                  |
| 6 giugno 2009              | Helsinki          | Finlandia       | Hartwall Arena                                 |
| 9 giugno 2009              | Stoccolma         | Svezia          | Annexet                                        |
| 11 giugno 2009             | Sønderborg        | Danimarca       | Mølleparken                                    |
| 13 giugno 2009             | Anversa           | Belgio          | Lotto Arena                                    |
| 14 giugno 2009             | Amsterdam         | Paesi Bassi     | Heineken Music Hall                            |
| 16 giugno 2009             | Baden-Baden       | Germania        | Festspielhaus Baden-Baden                      |
| 18 giugno 2009             | Amburgo           | Germania        | Freilichtbühne im Stadtpark                    |
| 19 giugno 2009             | Düsseldorf        | Germania        | Mitsubishi Electric Halle                      |
| 21 giugno 2009             | Francoforte       | Germania        | Alte Oper                                      |
| 22 giugno 2009             | Monaco di Baviera | Germania        | Philharmonie im Gasteig                        |
| 25 giugno 2009             | Londra            | Inghilterra     | HMV Hammersmith Apollo                         |
| 26 giugno 2009             | Cardiff           | Inghilterra     | Cardiff International Arena                    |
| 28 giugno 2009             | Birmingham        | Inghilterra     | National Indoor Arena                          |
| 30 giugno 2009             | Cork              | Irlanda         | The Docklands                                  |
| 2 luglio 2009              | Manchester        | Inghilterra     | Manchester Apollo                              |
| 5 luglio 2009              | Zurigo            | Svizzera        | Hallenstadion                                  |
| 7 luglio 2009              | Verona            | Italia          | Arena di Verona                                |
| 8 luglio 2009              | Lucca             | Italia          | Piazza Napoleone (Lucca Summer Festival)       |
| 10 luglio 2009             | Taormina          | Italia          | Teatro antico di Taormina                      |
| 12 luglio 2009             | Roma              | Italia          | Auditorium Parco della Musica                  |
| 14 luglio 2009             | Graz              | Austria         | Stadthalle Graz                                |
| 16 luglio 2009             | Praga             | Repubblica Ceca | Tesla Arena                                    |
| 18 luglio 2009             | Gerona            | Spagna          | Botanical Gardens of Caixa Girona Auditorium   |
| 20 luglio 2009             | Madrid            | Spagna          | Escenario Puerta del Ángel                     |
| 21 luglio 2009             | Valencia          | Spagna          | Jardines de Viveros                            |
| 23 luglio 2009             | Guimarães         | Portogallo      | Pavilhão Multiusos                             |
| 25 luglio 2009             | Lisbona           | Portogallo      | Pavilhão Atlântico                             |
| 1º agosto 2009             | Isola di Wight    | Inghilterra     | Osborne House                                  |
| 1º settembre 2009          | Bucarest          | Romania         | Sala Polivalentă (Bucharest)\|Sala Polivalentă |
| 3 settembre 2009           | Esch-sur-Alzette  | Lussemburgo     | Rockhal                                        |
| 5 settembre 2009           | Bratislava        | Slovacchia      | Sibamac Arena                                  |
| 6 settembre 2009           | Budapest          | Ungheria        | Syma Sport and Events Centre                   |
| 10 settembre 2009          | Vilnius           | Lituania        | Siemens Arena                                  |
| 13 settembre 2009          | Kiev              | Ucraina         | Palazzo dello Sport                            |

## Personale
Band
- Music Director & Lead Guitar: Orefo Orakwue
- Guitar: Dave Ital
- Bass: Orefo Orakwue
- Keyboards: Hannah Vasabth e Marcus Byyrne
- Drums: Steve Barney

Coriste
- Elizabeth Troy
- Maria Quintile

Ballerini
- Jay Revell
- Tom Goddhall